# قلعة خرانق
قلعة خرانق (بالفارسية: قلعه خرانق) هي قلعة تاريخية، وتقع في خرانق.